# Paradoxostoma delicatum
Paradoxostoma delicatum is een mosselkreeftjessoort uit de familie van de Paradoxostomatidae. De wetenschappelijke naam van de soort is voor het eerst geldig gepubliceerd in 1954 door Puri.